# چهارشنبه (شهر)
چهارشنبه (به ترکی استانبولی: Çarşamba) شهری است در کشور ترکیه که در استان سامسون واقع شده‌است. جمعیت این شهر بر اساس سرشماری سال ۲۰۰۸ میلادی ۵۸٬۹۶۶ نفر و بر اساس برآوردهای سال ۲۰۰۹ میلادی ۵۷٬۲۱۸ نفر می‌باشد.